# Soroly
Soroly est une commune malienne, de l'arrondissement central de Bandiagara dans le cercle de Bandiagara et la région de Bandiagara.

## Population
En 2009, lors du 4e recensement, la commune comptait 7 296 habitants.

## Villages
La commune s'étend sur 9 localités relevées lors du recensement général de 2009. 
Les villages les plus peuplés sont :
- Bendiedy (1 810 habitants)
- Soroly (1 188 habitants)
- Kokolo (1 061 habitants)